# Dichelyne
Dichelyne ist eine Gattung der Spulwürmer mit etwa 60 Arten. Sie sind Parasiten bei Fischen, vor allem bei Barschartigen,  und Schildkröten.

## Merkmale
Die Gattung hat die Eigenschaften der Cucullaninae. Es handelt sich um kleine Würmer mit einer dicken Kutikula, was sie von den größeren Vertretern der Gattung Cucullanus mit ihrer dünnen Kutikula unterscheidet. Ein Blinddarm ist vorhanden.

## Systematik
Das Interim Register of Marine and Nonmarine Genera weist folgende Arten aus:
- Dichelyne abbreviatus (Rudolphi, 1819)
- Dichelyne adriaticus (Tornquist, 1931)
- Dichelyne alatae De & Maity, 1995
- Dichelyne bonacii Gonzalez-Solis, Arqaez-Garcia & Guillen-Hernandez, 2002
- Dichelyne cotylophora Ward & Magath, 1917
- Dichelyne cylindricus Chandler, 1935
- Dichelyne elongatus (Tornquist, 1931)
- Dichelyne fossor Jagerskiold, 1902
- Dichelyne fraseri (Baylis, 1929)
- Dichelyne haemulus Akram, 1992
- Dichelyne hartwichi Moravec, Wolter & Korting, 1999
- Dichelyne ialaris Luo, Guo, Fang & Huang, 2004
- Dichelyne japonicus Moravec, Nagasawa & Ogawa, 2001
- Dichelyne lepisosteus Casto & McDaniel, 1967
- Dichelyne leporini Petter, 1989
- Dichelyne longespiculata Wang & Lin, 1975
- Dichelyne longispiculata
- Dichelyne marinjuliae Alarcos, Timi, Etchegoin & Sardella, 2006
- Dichelyne mauritanicus (Gendre, 1928)
- Dichelyne mexicanus Caspeta-Mandujano, Moravec & Salgado-Maldonado, 1999
- Dichelyne micropogonii Pereira & Sais-da-Costa, 1996
- Dichelyne minutus (Rudolphi, 1819)
- Dichelyne moraveci Petter, 1995
- Dichelyne pimelodi Moravec, Kohn & Fernandes, 1997
- Dichelyne pomadasysi Vassilaides & Petter, 1981
- Dichelyne rasheedae Petter, 1974
- Dichelyne robusta (Van Cleave & Mueller, 1932)
- Dichelyne sindensis Akram, 1992
- Dichelyne tripapillatus (Gendre, 1927)